# 이사벨 리처

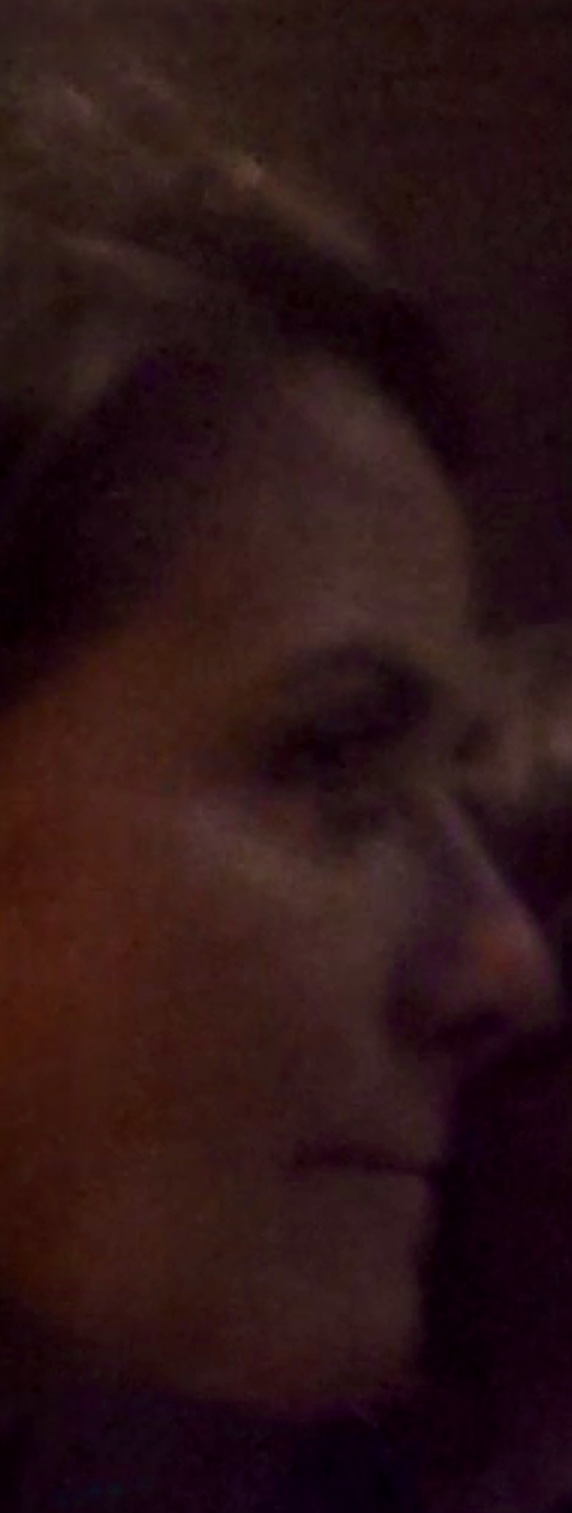

이사벨 리처(Isabel Richer, 1966년 6월 14일 ~ )는 캐나다의 배우이다.
퀘벡주에서 태어났다.

## 영화
- 앙드레 마티유 (2010년)
- 바빈 (2008년)
- 삼형제 (2007년)
- 보이지 않는 숨결 (2004년) - 지지 역
- 엘도라도 (1995년)
- 루이의 리얼리티쇼 (1994년)